# Naser Masood
Naser Masood Rashid Ali Al Abri (Dubai, 6 marzo 1986) è un calciatore emiratino, di ruolo centrocampista.
È citato anche come Naser Massoud o Nasser Masood.

## Statistiche

### Presenze e reti nei club
Statistiche aggiornate al 1º maggio 2012.
| Stagione        | Squadra         | Campionato      | Campionato | Campionato | Coppe nazionali | Coppe nazionali | Coppe nazionali | Coppe continentali | Coppe continentali | Coppe continentali | Altre coppe | Altre coppe | Altre coppe | Totale | Totale |
| Stagione        | Squadra         | Comp            | Pres       | Reti       | Comp            | Pres            | Reti            | Comp               | Pres               | Reti               | Comp        | Pres        | Reti        | Pres   | Reti   |
| --------------- | --------------- | --------------- | ---------- | ---------- | --------------- | --------------- | --------------- | ------------------ | ------------------ | ------------------ | ----------- | ----------- | ----------- | ------ | ------ |
| 2004-2005       | Al-Ain          | FL              | 4          | 0          | CEA             | 2               | 0               | ACL                | 1                  | 1                  | -           | -           | -           | 7      | 1      |
| Totale Al Ain   | Totale Al Ain   | Totale Al Ain   | 4          | 0          |                 | 2               | 0               |                    | 1                  | 1                  |             | -           | -           | 7      | 1      |
| 2005-2006       | Ajman Club      | SD              | 13         | 1          | CEA             | 4               | 1               | -                  | -                  | -                  | -           | -           | -           | 17     | 2      |
| 2006-2007       | Ajman Club      | SD              | 22         | 0          | CEA             | 2               | 0               | -                  | -                  | -                  | -           | -           | -           | 24     | 0      |
| 2007-2008       | Ajman Club      | SD              | 10         | 3          | CEA             | 1               | 0               | -                  | -                  | -                  | -           | -           | -           | 11     | 3      |
| Totale Ajman    | Totale Ajman    | Totale Ajman    | 45         | 4          |                 | 7               | 1               |                    | -                  | -                  |             | -           | -           | 52     | 5      |
| 2008-2009       | Liaoning        | CLO             | 15         | 1          | CC              | 4               | 0               | -                  | -                  | -                  | -           | -           | -           | 19     | 1      |
| Totale Liaoning | Totale Liaoning | Totale Liaoning | 15         | 1          |                 | 4               | 0               |                    | -                  | -                  |             | -           | -           | 19     | 1      |
| 2009-2010       | Al-Shabab       | FL              | 11         | 2          | CEA             | 4               | 0               | CLA                | 2                  | 0                  | EEC         | 5           | 2           | 22     | 4      |
| 2010-2011       | Al-Shabab       | FL              | 19         | 3          | CEA             | 3               | 2               | CCG                | 8                  | 1                  | EEC         | 4           | 2           | 32     | 8      |
| 2011-2012       | Al-Shabab       | FL              | 3          | 2          | CEA             | 1               | 0               | CLA                | 1                  | 0                  | EEC         | 6           | 2           | 11     | 4      |
| 2012-2013       | Al-Shabab       | FL              | 8          | 0          | CEA             | 1               | 0               | CLA                | 3                  | 1                  | EEC         | 3           | 0           | 15     | 1      |
| Totale carriera | Totale carriera | Totale carriera | 82         | 11         |                 | 21              | 3               |                    | 12                 | 2                  |             | 16          | 6           | 144    | 23     |

## Palmarès
- China League One: 1

Liaoning: 2009
- Coppa del Presidente degli Emirati Arabi Uniti: 1

Al Ain: 2005-2006
- Coppa dei Campioni del Golfo: 1

Al-Shabab: 2011
- Etisalat Emirates Cup: 1

Al-Shabab: 2011